# Jerònim (poeta tràgic)
Jerònim (en llatí Hieronimus, en grec antic Ἱερώνυμος) fill de Xenòfanes, fou un poeta tràgic i ditiràmbic grec. Per alguna raó va patir els atacs d'Aristòfanes (Els acarnesos 387, Els núvols 347, i escolis d'aquestes obres). Suides el menciona (s. v. Κλεῖτος "Kleitos").